# Molophilus (Austromolophilus) asthenes
Molophilus (Austromolophilus) asthenes is een tweevleugelige uit de familie steltmuggen (Limoniidae). De soort komt voor in het Australaziatisch gebied.